# Torno indietro e cambio vita
Torno indietro e cambio vita è un film del 2015 diretto da Carlo Vanzina, remake del film francese Bis - Ritorno al passato, uscito nello stesso anno.

## Trama
Marco, 42 anni, ha una vita perfetta, una bella famiglia e un ottimo lavoro. Ma un giorno sua moglie Giulia, con la quale sta insieme da venticinque anni, gli confessa che ha un altro e lo lascia; è quindi costretto ad andarsene di casa e a rivedere tutta la sua vita. A consolarlo c'è l'amico di sempre Claudio, che come lui non se la passa bene ultimamente, a causa della madre alcolizzata che gli dà continue preoccupazioni. I due si tirano su a vicenda, e una sera Marco confessa a Claudio che se ritornasse indietro non ricommetterebbe l'errore di mettersi con Giulia. Mentre fanno questa riflessione, vengono investiti da una macchina e svengono, e, quando si risvegliano, si ritrovano nel 1990, ritornati ragazzi, sui banchi di scuola e costretti a rivivere i problemi tipici di quell'età: la paghetta, gli orari, le interrogazioni e per Marco anche il primo fatidico incontro con Giulia.
A questo punto, Marco ha la possibilità di cambiare il suo destino: se lui e Giulia non si metteranno insieme, lei non potrà lasciarlo. Decide quindi di sfruttare al meglio questa occasione. Sapendo già in anticipo come si svolgerà il tutto, una volta conosciuta Giulia cerca di evitarla in tutti i modi. Ma la missione si rivela ardua: Marco infatti fa una gran fatica a starle lontano, essendo affascinato dalla sua bellezza, e inoltre la ragazza si dimostra fortemente attratta da lui e lo corteggia in maniera abbastanza invadente, arrivando addirittura ad intrufolarsi in casa sua e nella sua stanza d'albergo durante un viaggio ad Amsterdam dove le loro famiglie si erano incontrate per caso. Allo stesso modo, Claudio decide di aiutare la madre Giuditta, che in quel periodo aveva cominciato ad avere problemi con l'alcool, facendola incontrare con Lando, un suo vecchio corteggiatore. Ma anche per lui la situazione non si evolve positivamente: infatti, dopo aver organizzato un incontro tra i due, Giuditta fa ubriacare Lando e Claudio si ritrova al punto di partenza.
Dopo una serie di tentativi falliti, Marco riesce finalmente a scaricare Giulia dicendole quale sarà il suo futuro se si metterà con lei, facendo così sprofondare la ragazza, che non crede alle sue parole, in un'enorme sofferenza. Nel frattempo Claudio ritrova il suo smartphone e scoperto che è ancora funzionante e capace di connettersi all'Internet del futuro, gli viene in mente un'idea: va su Internet, cerca i risultati della successiva schedina di calcio, la giornata in cui il Napoli vinse il suo secondo scudetto, che ovviamente sono presenti in rete e fa piazzare da Lando una serie di scommesse, sapendo in anticipo che tutte le puntate risulteranno vincenti. Ma quando poi Marco viene a sapere che Giulia sta frequentando un altro ragazzo, il suo compagno di classe Sandro Garbarino, non resiste e si precipita a casa sua per dichiararle il suo amore. Ed ecco che mentre lui e Claudio si recano da lei in motorino, vengono nuovamente investiti e quando si riprendono si ritrovano di nuovo nel presente in un ospedale.
Una volta dimessi, scoprono così di aver raggiunto i loro scopi: Marco ha un altro lavoro, un'altra casa, è separato ed ha sposato un'altra donna; Claudio è diventato milionario grazie alla schedina giocata nel 1990 che all'epoca gli fruttò quattro miliardi di lire, ed è sposato con una donna bellissima, mentre sua madre, pur non avendo smesso di bere è rimasta insieme a Lando e quindi non è più una costante fonte di preoccupazioni per lui. Due giorni dopo, Claudio invita Marco a una cena nella sua bellissima casa con molti amici e qui lui rincontra Giulia, che nel frattempo si è sposata anche lei con Sandro. All'inizio lei è un po' a disagio nel rivederlo, ricordandosi di quel grande amore non corrisposto. Ma alla fine della serata, dopo che Marco è tornato a casa, accade esattamente quello che era successo prima del viaggio nel tempo, stavolta però con i ruoli invertiti: Giulia si presenta a casa sua e lo abbraccia, dicendogli che ha lasciato il marito per lui e finalmente Marco può stare con la donna che ha sempre amato.

## Produzione
Il film è stato prodotto da Cattleya con Rai Cinema.

## Promozione
Il primo trailer è stato diffuso l'8 maggio 2015 sul canale ufficiale YouTube della 01 Distribution.

## Distribuzione
Il film è distribuito nelle sale cinematografiche italiane da 01 Distribution a partire dal 18 giugno 2015.